# Flex-Able
Flex-Able es el primer álbum de Steve Vai como solista, fue lanzado en 1984.
Luego de haber trabajado junto a Frank Zappa durante los años 1980 a 1982, Steve se decidió a construir su propio estudio con el dinero acumulado en esos dos años. Para este fin compró una casa y empezó a informarse sobre cómo hacerlo. Luego de finalizado inició la grabación de este disco, acompañado por varios músicos amigos. El álbum es distinto a muchas de las otras obras de Vai y la influencia de Zappa es clara. Está compuesto por once temas, dos de ellos dobles, en los que Steve explora diferentes géneros musicales. Flex-able abre con “Little green man”, que relata en tono humorístico y paródico un encuentro entre extraterrestres y humanos. Pero el tema que más rápidamente se hizo conocido fue “The attitude song”, que fue incluido en algunas revistas de música del momento, aumentando la difusión del disco. Principalmente es un trabajo instrumental, aunque contiene varias canciones cantadas, ya sea por Steve o por artistas invitados. 
La primera edición fue de mil unidades, costando producir cada una 0,79 dólares, y siendo vendida a 4,90 dólares. La primera tanda se agotó rápidamente, por lo que se siguieron creando ediciones de a mil discos.

## Listado de canciones
Todas las canciones escritas y compuestas por Steve Vai. 
| Lado Uno |                          |          |  |
| N.º      | Título                   | Duración |  |
| 1.       | «Little green man»       | 5:39     |  |
| 2.       | «Viv woman»              | 3:09     |  |
| 3.       | «Lovers are crazy»       | 5:39     |  |
| 4.       | «Salamanders in the sun» | 2:26     |  |
| 5.       | «The boy-girl song»      | 4:02     |  |

| Lado Dos |                                  |          |  |
| N.º      | Título                           | Duración |  |
| 1.       | «The attitude song»              | 3:23     |  |
| 2.       | «Call it sleep»                  | 5:09     |  |
| 3.       | «Junkie»                         | 7:23     |  |
| 4.       | «Bill's Private Parts»           | 0:16     |  |
| 5.       | «Next Stop Earth»                | 0:34     |  |
| 6.       | «There's Something Dead in Here» | 3:46     |  |